# Wiesbaden-Breckenheim
Breckenheim ist ein Ortsbezirk der hessischen Landeshauptstadt Wiesbaden. Er wurde am 1. Januar 1977 im Rahmen der Gebietsreform in Hessen nach Wiesbaden eingemeindet und hat ca. 3.400 Einwohner.
Breckenheim liegt nahe der Bundesautobahn 3, unweit des Wiesbadener Kreuzes und grenzt an Langenhain, Wildsachsen und Wallau (Stadtteile von Hofheim am Taunus) sowie die Wiesbadener Stadtteile Medenbach, Igstadt und Nordenstadt. Die Bahnstrecke Breckenheim–Wiesbaden zweigt südlich des Tunnels Breckenheim an der Abzweigstelle Breckenheim von der Schnellfahrstrecke Köln–Rhein/Main in den Wandersmann-Nord-Tunnel ab.

## Geschichte

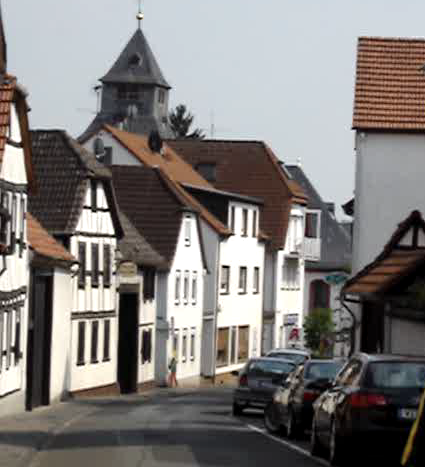
Alte Dorfstraße und Ev. Kirche

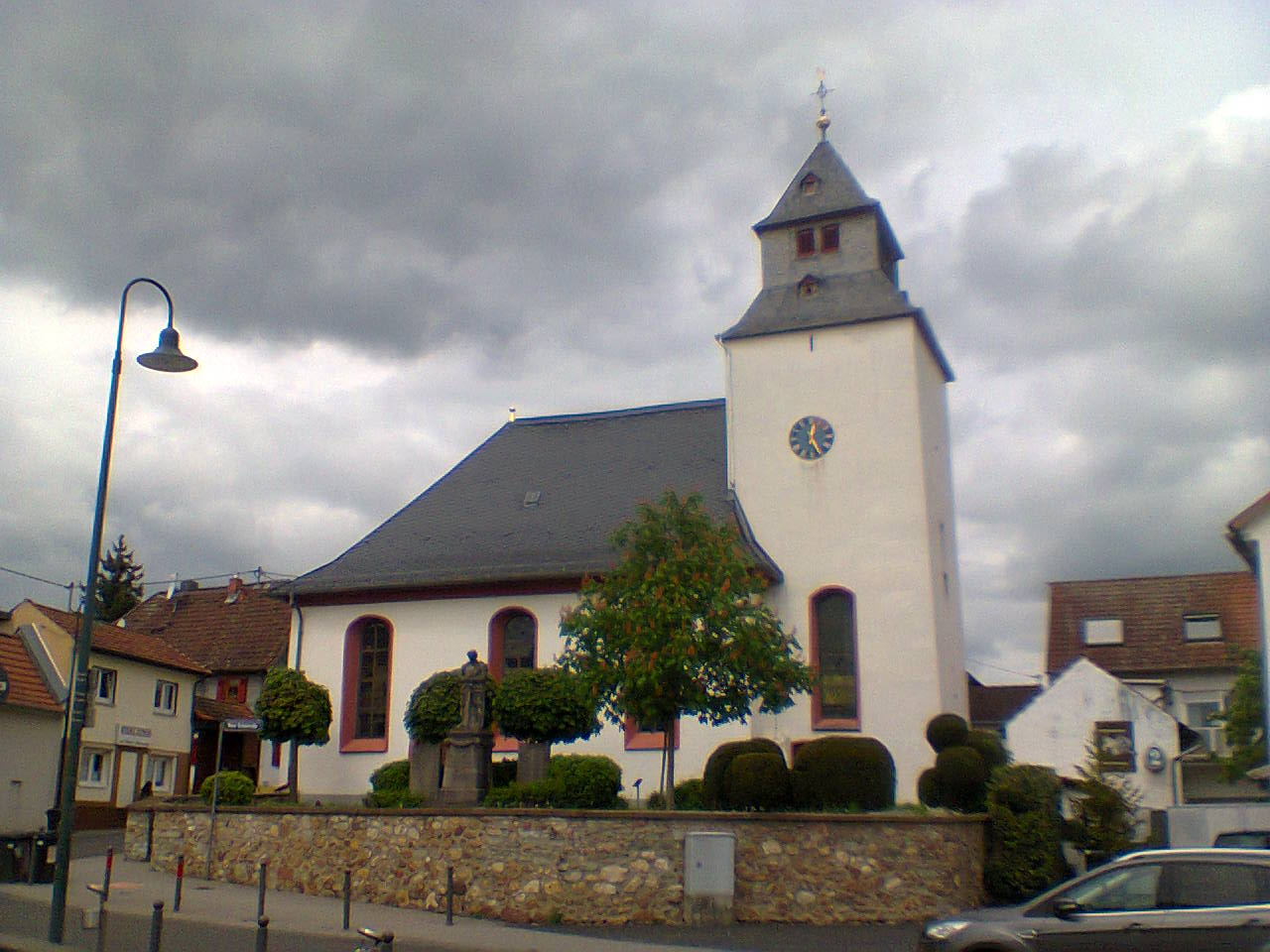
Evangelische Kirche

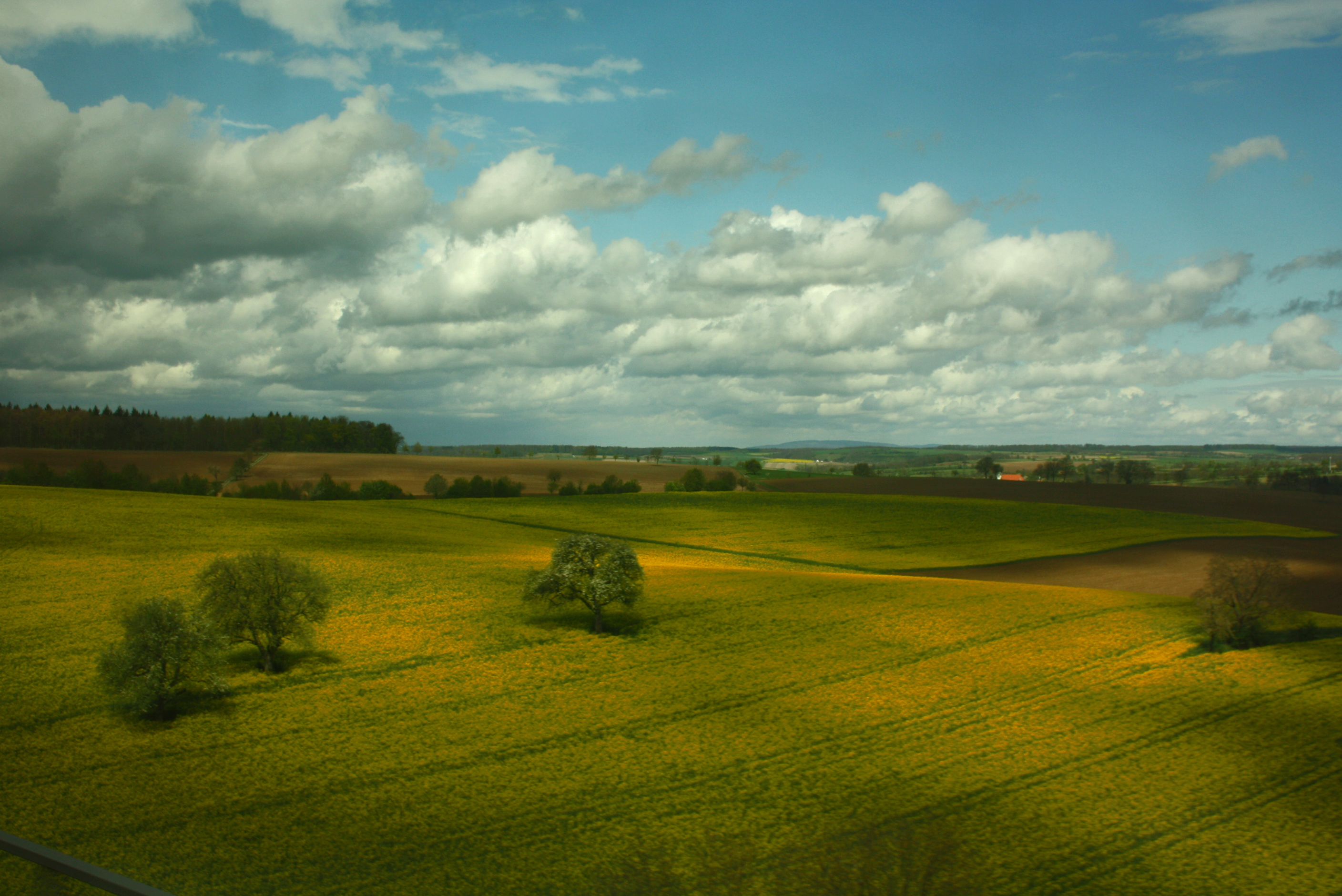
Felder bei Breckenheim

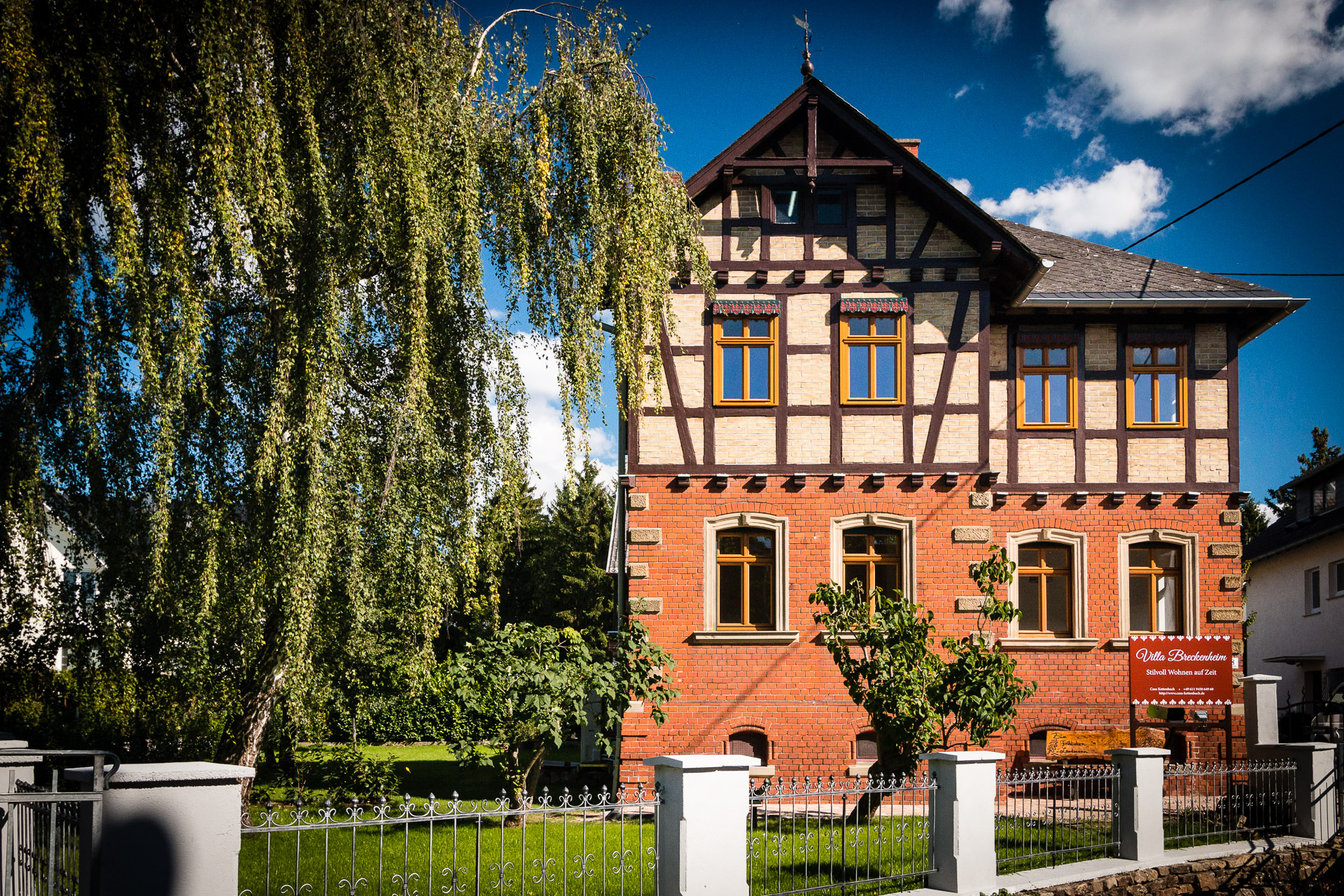
Denkmalgeschützte Villa Breckenheim

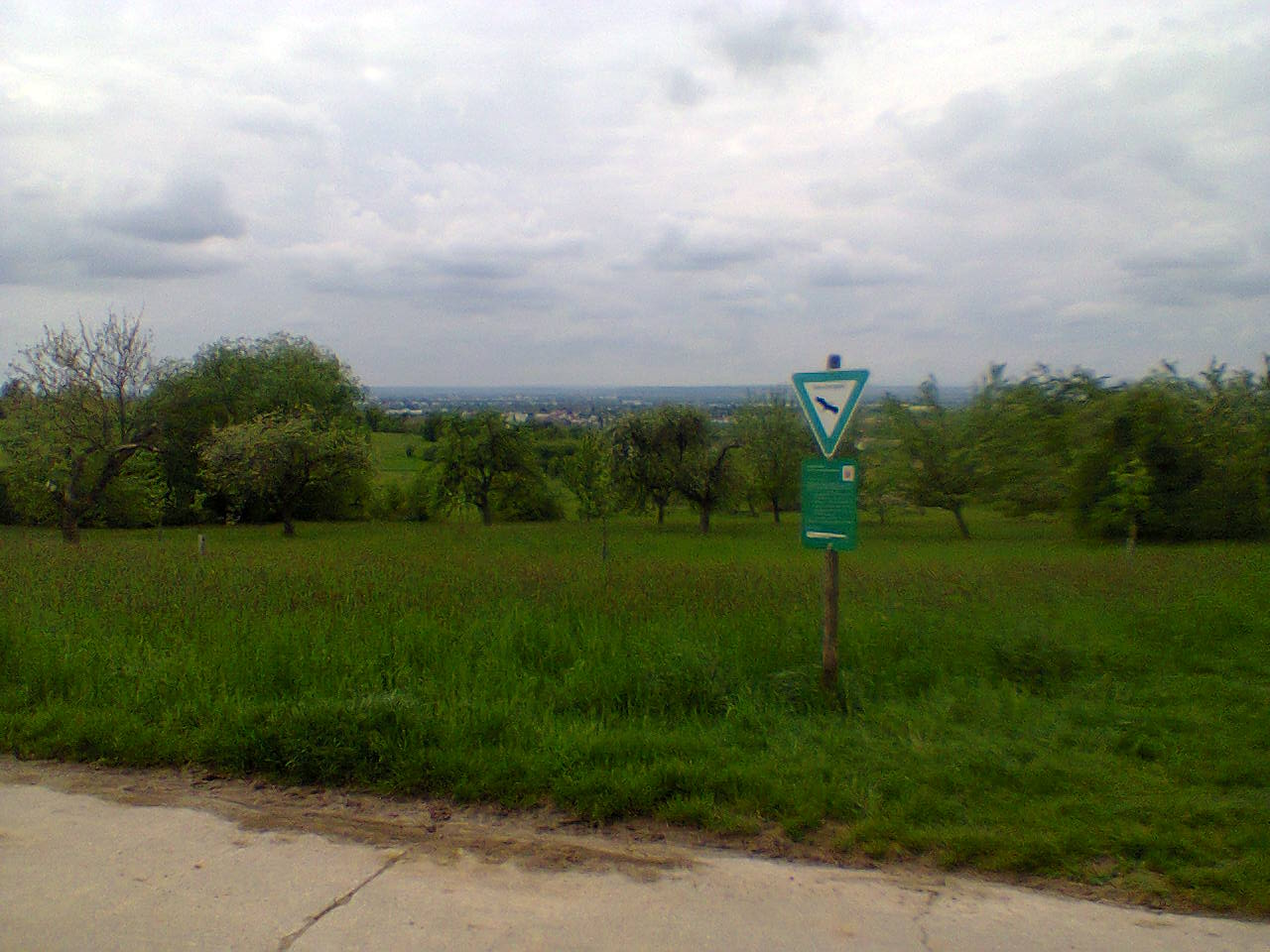
Naturschutzgebiet Prügelwiesen östlich des Ortes

### Ortsgeschichte
Die erste urkundliche Erwähnung als Brechenheim  findet sich in einer Schenkung vom 1. Mai 950 von König Otto I. an den Grafen Gerung (Land im Königssundrandgau (Königssondergau) in Breckenheim, Wallau und Nordenstadt). Der Fund eines fränkischen Gräberfeldes aus dem 6. Jahrhundert bei Nordenstadt lässt auf eine fränkische Besiedlung in dieser Zeit auch hier in Breckenheim schließen. Nach Ausführungen von Dr. phil. Hensche (Heimatbuch „Der ehemalige Landkreis Wiesbaden“) wäre es denkbar, dass diese Ansiedlung auf Grund ihres Sippenführers „Brecko“ seinen Namen erhielt. „Heim“ deutet wohl auf eine größere Ansiedlung hin (6. bis 9. Jahrhundert).
Im 12. Jahrhundert war die Herrschaft Eppstein Eigentümer des Ortes Breckenheim. Am 15. Mai 1251 schenkte der Erzbischof von Mainz dem Domstift zu Mainz Güter in Breckenheim und Erbenheim. Ein Müller namens Engilbertus findet in der Schenkungsurkunde Erwähnung.
Die Breckenheimer Kirche wird erstmals zwischen 1280 und 1285 als Filialkirche von Wallau erwähnt. 1310 wird eine eigene Pfarrei errichtet. Der Pfarrer wurde vom Kloster Bleidenstadt gestellt.
Im Jahr 1492 wurden Teilgebiete der Herrschaft Eppstein, darunter auch das Dorf Breckenheim, für 64.000 Gulden von Gottfried X. an den Landgrafen Wilhelm III. von Hessen verkauft.
Während des Dreißigjährigen Krieges wurde das Dorf inklusive Kirche, Pfarr- und Schulhaus schwer verwüstet.
1718 bis 1724 wurde ein Schulhaus erbaut, das zuletzt bis 1966 als Rathaus diente und dann abgerissen wurde. Auch die Kirche entstand damals in ihrer heutigen Form. Nach dem Reichsdeputationshauptschluss kam Breckenheim 1803 an das Fürstentum Nassau-Usingen.
Mit der Gründung des Amtes Hochheim am 4. April 1816 gehörte Breckenheim zu diesem herzoglich-nassauischen Amt. Mit der Annexion Nassaus durch Preußen wurde Breckenheim 1866 preußisch und Teil des Mainkreises.
1845 wurde der Weg nach Igstadt als Chaussee ausgebaut. 1894 bis 1904 wurde die heute denkmalgeschützte Villa Breckenheim erbaut.
1928 erhielt Breckenheim eine erste Wasserleitung. 1936 wurde eine neue Schule gebaut. Von 1936 bis 1939 zogen sich die Bauarbeiten an der heutigen Bundesautobahn 3 durch die Gemarkung. Mit der Pflasterung der Ortsstraßen wurde 1953/55 begonnen, Abwässerkanäle wurden 1963–1965 verlegt.
Ab 1961 begann eine rege Bautätigkeit. Zunächst wurden Rathaus und Feuerwehrhaus als Mehrzweckgebäude errichtet, und vor das Rathaus kam sodann ein Kinderspielplatz. 1968 begann der Bau einer Friedhofskapelle. 1971–1974 wurden Neubaugebiete erschlossen, die Sport- und Kulturhalle und der Kindergarten in der Brunnenstraße gebaut. 1974 wurde der alte Dorfplatz neu gestaltet.
Im Zuge der Gebietsreform in Hessen verlor Breckenheim seine kommunale Eigenständigkeit. Der Ort wurde am 1. Januar 1977 aus dem Main-Taunus-Kreis ausgegliedert und als Stadtteil in die Landeshauptstadt Wiesbaden eingegliedert. Für Breckenheim wurde wie für alle früher selbständigen Gemeinden ein Ortsbezirk mit Ortsbeirat und Ortsvorsteher eingerichtet.
1994 wurde östlich des Ortes das Naturschutzgebiet Prügelwiesen bei Wiesbaden in Breckenheim ausgewiesen.
Seit 1998 gab es wieder eine Großbaustelle in der Gemarkung. Parallel zur Autobahn entstand die ICE-Trasse Köln–Frankfurt mit dem Tunnel Breckenheim.
2007 wurde der neue Dorfplatz nach erheblicher Eigeninitiative der Einwohner fertiggestellt.

### Staats- und Verwaltungsgeschichte
Die folgende Liste zeigt im Überblick die Staaten und Verwaltungseinheiten, denen Breckenheim angehörte:
- 1433: Heiliges Römisches Reich, Herrschaft Eppstein-Münzenberg
- ab 1492: Heiliges Römisches Reich, Landgrafschaft Hessen, Amt Eppstein
- ab 1567: Heiliges Römisches Reich, Landgrafschaft Hessen-Marburg, Amt Eppstein[4]
- 1604–1648: Heiliges Römisches Reich, strittig zwischen Landgrafschaft Hessen-Darmstadt und Landgrafschaft Hessen-Kassel (Hessenkrieg)
- ab 1604: Heiliges Römisches Reich, Landgrafschaft Hessen-Darmstadt, Oberfürstentum Hessen, Amt Eppstein
- ab 1643: Heiliges Römisches Reich, Landgrafschaft Hessen-Darmstadt, Oberfürstentum Hessen, Amt Wallau
- ab 1803: Heiliges Römisches Reich, Fürstentum Nassau-Usingen, Amt Wallau
- ab 1806: Herzogtum Nassau, Amt Wallau
- ab 1817: Herzogtum Nassau, Amt Hochheim
- ab 1849: Herzogtum Nassau, Kreisamt Höchst
- ab 1854: Herzogtum Nassau, Amt Hochheim
- ab 1867: Königreich Preußen, Preußische Provinz Hessen-Nassau, Regierungsbezirk Wiesbaden, Mainkreis
- ab 1871: Deutsches Reich, Königreich Preußen, Provinz Hessen-Nassau, Regierungsbezirk Wiesbaden, Mainkreis
- ab 1886: Deutsches Reich, Königreich Preußen, Provinz Hessen-Nassau, Regierungsbezirk Wiesbaden, Kreis Wiesbaden
- ab 1918: Deutsches Reich, Freistaat Preußen, Provinz Hessen-Nassau, Regierungsbezirk Wiesbaden, Kreis Wiesbaden
- ab 1928: Deutsches Reich, Freistaat Preußen, Provinz Hessen-Nassau, Regierungsbezirk Wiesbaden, Main-Taunus-Kreis
- ab 1944: Deutsches Reich, Freistaat Preußen, Provinz Nassau, Main-Taunus-Kreis
- ab 1945: Amerikanische Besatzungszone, Groß-Hessen, Regierungsbezirk Wiesbaden, Main-Taunus-Kreis
- ab 1946: Amerikanische Besatzungszone, Hessen, Regierungsbezirk Wiesbaden, Main-Taunus-Kreis
- ab 1949: Bundesrepublik Deutschland, Hessen, Regierungsbezirk Wiesbaden, Main-Taunus-Kreis
- ab 1968: Bundesrepublik Deutschland, Hessen, Regierungsbezirk Darmstadt, Main-Taunus-Kreis

### Einwohnerentwicklung
Belegte Einwohnerzahlen bis 1967 sind:
- 1457: 30 Häuser
- 1492: 33 Häuser
- 1592: 43 Häuser
- 1610: 70 Haushaltungen
- 1630: 36 Männer, 2 Witwen, 3 Vormundschaften
- 1637: 3 Haushaltungen
- 1650: 8 Haushaltungen
- 1677: 18 Haushaltungen
- 1721: 61 Haushaltungen
- 1791: 550 Einwohner[5]
- 1794: 466 Einwohner
- 1800: 550 Einwohner[6]
- 1817: 517 Einwohner
- 1852: 725 Einwohner
- 1875: 758 Einwohner
- 1910: 781 Einwohner
- 1939: 826 Einwohner
- 1950: 1142 Einwohner
- 1961: 1209 Einwohner
- 1967: 1453 Einwohner

## Wahlergebnisse zum Ortsbeirat
- SPD: 2
- BiB: 1
- CDU: 3

Seit der Eingliederung nach Wiesbaden 1977 wird im Rahmen der Kommunalwahlen in Hessen auch der Ortsbeirat des Ortsbezirkes Breckenheim gewählt. Nach den einzelnen Wahlergebnissen ergab sich jeweils folgende Sitzverteilung:
| Wahljahr | CDU | SPD | GRÜNE | FDP | BiB | Gesamt |
| -------- | --- | --- | ----- | --- | --- | ------ |
| 2021     | 3   | 2   | 1*    | 0   | 1   | 7      |
| 2016     | 4   | 2   | 1     | —   | —   | 7      |
| 2011     | 4   | 3   | —     | 0   | —   | 7      |
| 2006     | 4   | 2   | 1     | 0   | —   | 7      |
| 2001     | 2   | 1   | —     | 0   | 4   | 7      |

*Nach Ausscheiden von Dezernentin Christiane Hinninger (Grüne) zum 3. Oktober 2022 sind die Grünen nicht mehr im Ortsbeirat vertreten.